# Xã Monongahela, Quận Greene, Pennsylvania
Xã Monongahela (tiếng Anh: Monongahela Township) là một xã thuộc quận Greene, tiểu bang Pennsylvania, Hoa Kỳ. Năm 2010, dân số của xã này là 1.572 người.